# Hrabstwo Oxford (Ontario)

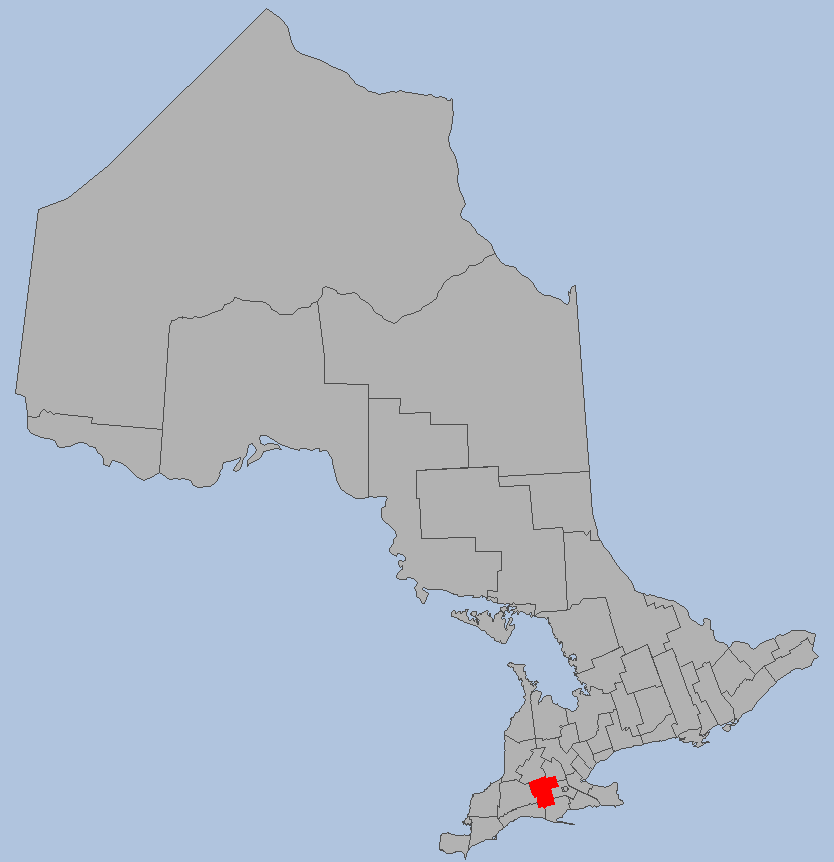
położenie hrabstwa

Hrabstwo Oxford Oxford County – jednostka administracyjna Kanadyjskiej prowincji Ontario leżąca w południowym Ontario.
Hrabstwo tworzą następujące ośrodki komunalne:
- Blandford-Blenheim
- East Zorra-Tavistock
- Ingersoll
- Norwich
- South-West Oxford
- Tillsonburg
- Woodstock
- Zorra